# 몸부림 치는 젊은이들
몸부림 치는 젊은이들은 한국에서 제작된 임원직 감독의 1964년 영화이다. 남궁훈 등이 주연으로 출연하였고 안태식 등이 제작에 참여하였다.

## 출연

### 주연
- 남궁훈
- 태현실
- 강민호

## 제작진
- 조명: 장기종
- 미술: 이문현